# Okonin (Rypin)
Pour l’article homonyme, voir Okonin (Basses-Carpates).
Okonin est une localité polonaise de la voïvodie de Couïavie-Poméranie et du powiat de Rypin.